# Birketbaur
Birketbaur ist ein Gemeindeteil von Schweitenkirchen im oberbayerischen Landkreis Pfaffenhofen an der Ilm. 

## Geographie
Die Einöde liegt circa drei Kilometer nördlich von Schweitenkirchen.

## Geschichte
Birketbaur wurde am 1. Mai 1978 als Ortsteil der zuvor selbständigen Gemeinde Geisenhausen im Rahmen der Gemeindegebietsreform nach Schweitenkirchen eingegliedert.